# Cosmotettix panzeri
Cosmotettix panzeri är en insektsart som beskrevs av Flor 1861. Cosmotettix panzeri ingår i släktet Cosmotettix och familjen dvärgstritar. Enligt den finländska rödlistan är arten sårbar i Finland. Arten är reproducerande i Sverige. Artens livsmiljö är öppna fattigkärr. Utöver nominatformen finns också underarten C. p. tibiellus.